# Der Millionenraub
Der Millionenraub (Dollars/$) ist eine US-amerikanische Kriminalkomödie von Richard Brooks aus dem Jahr 1971 mit Warren Beatty, Goldie Hawn, Gert Fröbe, Scott Brady und Wolfgang Kieling in den Hauptrollen.

## Handlung
Joe Collins und Dawn Divine rauben die Hamburger Filiale einer US-amerikanischen Bank aus. Unter dem Vorwand, in der Bank befände sich eine Bombe, lässt sich Collins in der Kammer mit Schließfächern einschließen. Dort öffnet er einige Schließfächer, die Geld aus illegalen Aktivitäten in den USA beinhalten und deponiert die Geldbündel im eigenen Schließfach. Währenddessen lobt ihn der Filialdirektor Herr Kessel als einen Helden.
Etwas später kommt Divine mit einer Tasche und holt das Geld ab, insgesamt sind es etwas mehr als eine Million US-Dollar. Divine und Collins werden jedoch von den anderen Verbrechern gejagt. Divine entkommt, indem sie vortäuscht, dass sie in einen Zug einsteigt.
Collins wird wesentlich länger verfolgt. Einer der Verbrecher versucht, ihn auf einem gefrorenen See zu überfahren. Schließlich bricht die Eisdecke unter dem Wagen zusammen. Collins entkommt.

## Drehorte
Der Film wurde vorwiegend in Hamburg gedreht. Die Bank ist die Hamburger Kunsthalle; das Foyer wurde für die Schalterhalle verwendet. Die Verfolgungsjagd wurde in der Speicherstadt, am Hamburger Hauptbahnhof und im St. Pauli Elbtunnel gedreht. Die Szene auf dem eingefrorenen See entstand in Schweden, das Ende in Malibu.

## Rezeption

### Kritik
Rotten Tomatoes schrieb, der Film sei „ausgelassen“ („high-spirited“). Die Stadt Hamburg mit ihrem Nachtleben sei „stilvoll“ und „atmosphärisch“ gezeigt. Goldie Hawn wirke im Film „gehetzt“ und „versteift“ während Warren Beatty „cool“ und „berechnend“ wirke.
Im Lexikon des internationalen Films wird der Film als „perfekt gemachte Unterhaltung“ bezeichnet, „mit witzigen Einfällen und satirischen Spitzen gegen große Geldverdiener.“

### Auszeichnung
Quincy Jones wurde im Jahr 1973 für die Filmmusik für den Grammy Award nominiert.